# 红鬣羚
红鬣羚（学名：Capricornis rubidus）也称赤鬣羚，一种主要分布于缅甸北部地区的鬣羚，2017年中国云南省高黎贡山自然保护区内也发现有红鬣羚分布。现属于中国国家二级保护野生动物。
红鬣羚与其他鬣羚属十分相似，其主要特征是通体棕红色。